# Pterocarpus dalbergioides
Pterocarpus dalbergioides är en ärtväxtart som beskrevs av Dc. Pterocarpus dalbergioides ingår i släktet Pterocarpus och familjen ärtväxter. IUCN kategoriserar arten globalt som otillräckligt studerad. Inga underarter finns listade i Catalogue of Life.

## Bildgalleri

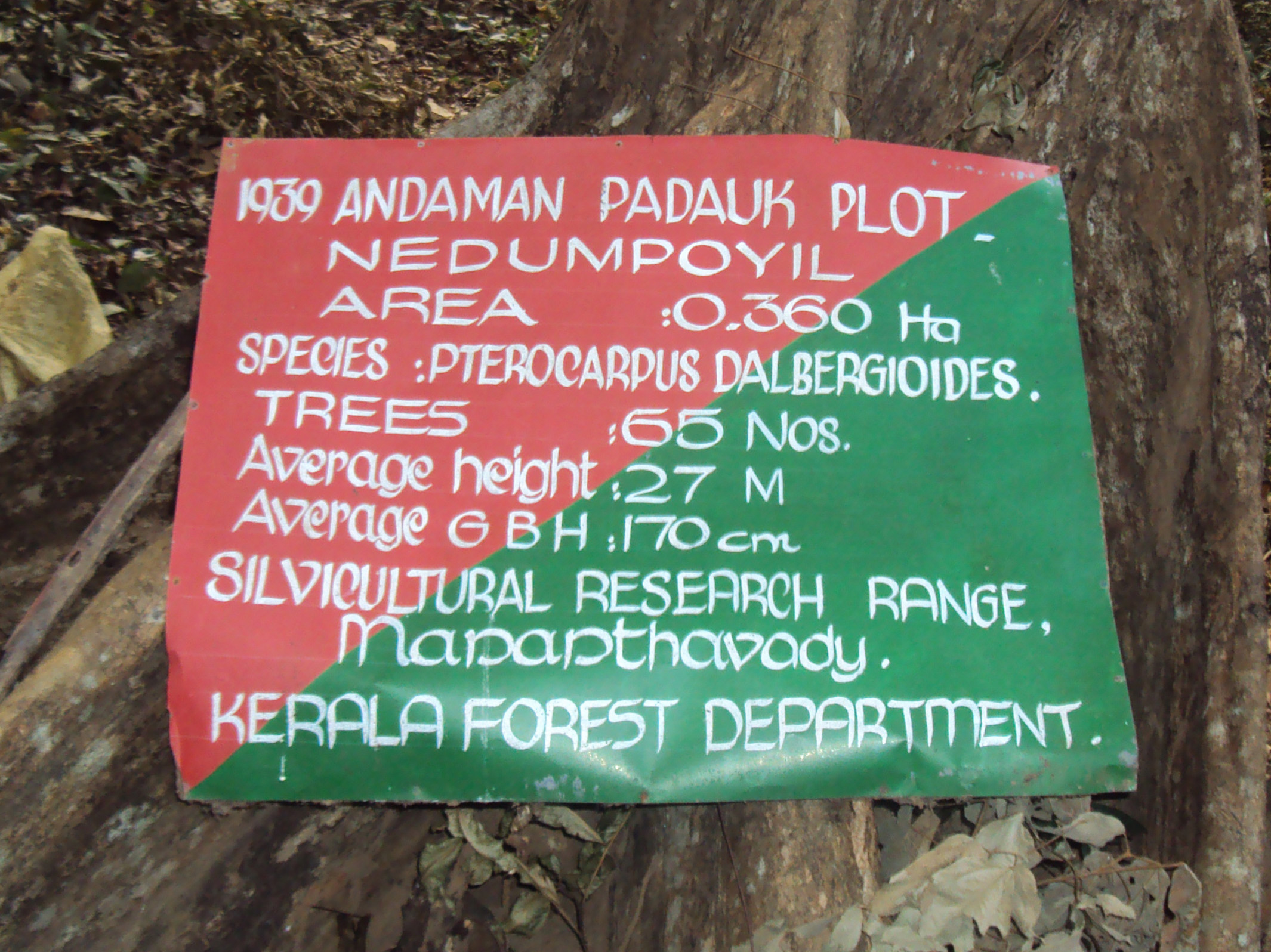
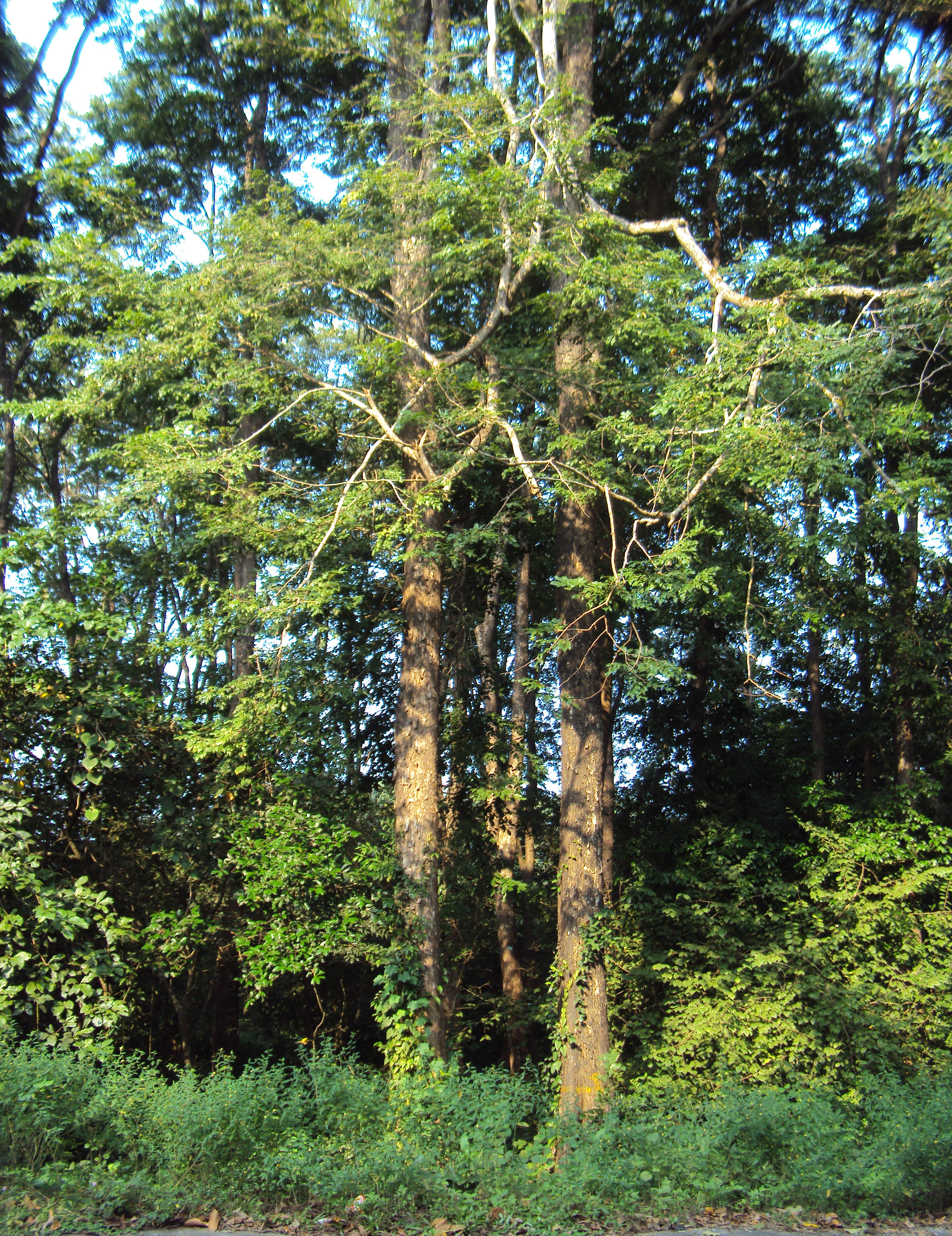
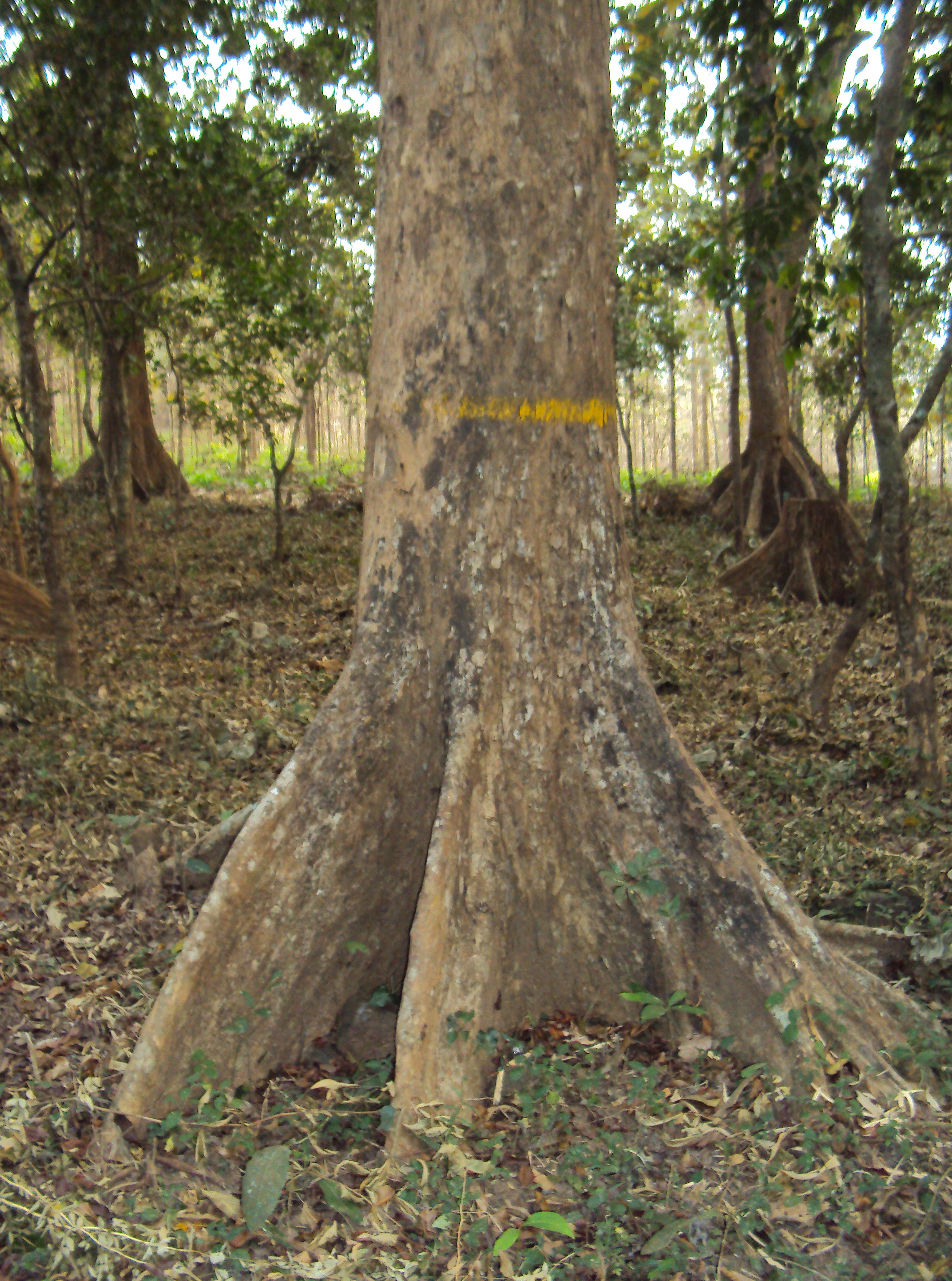
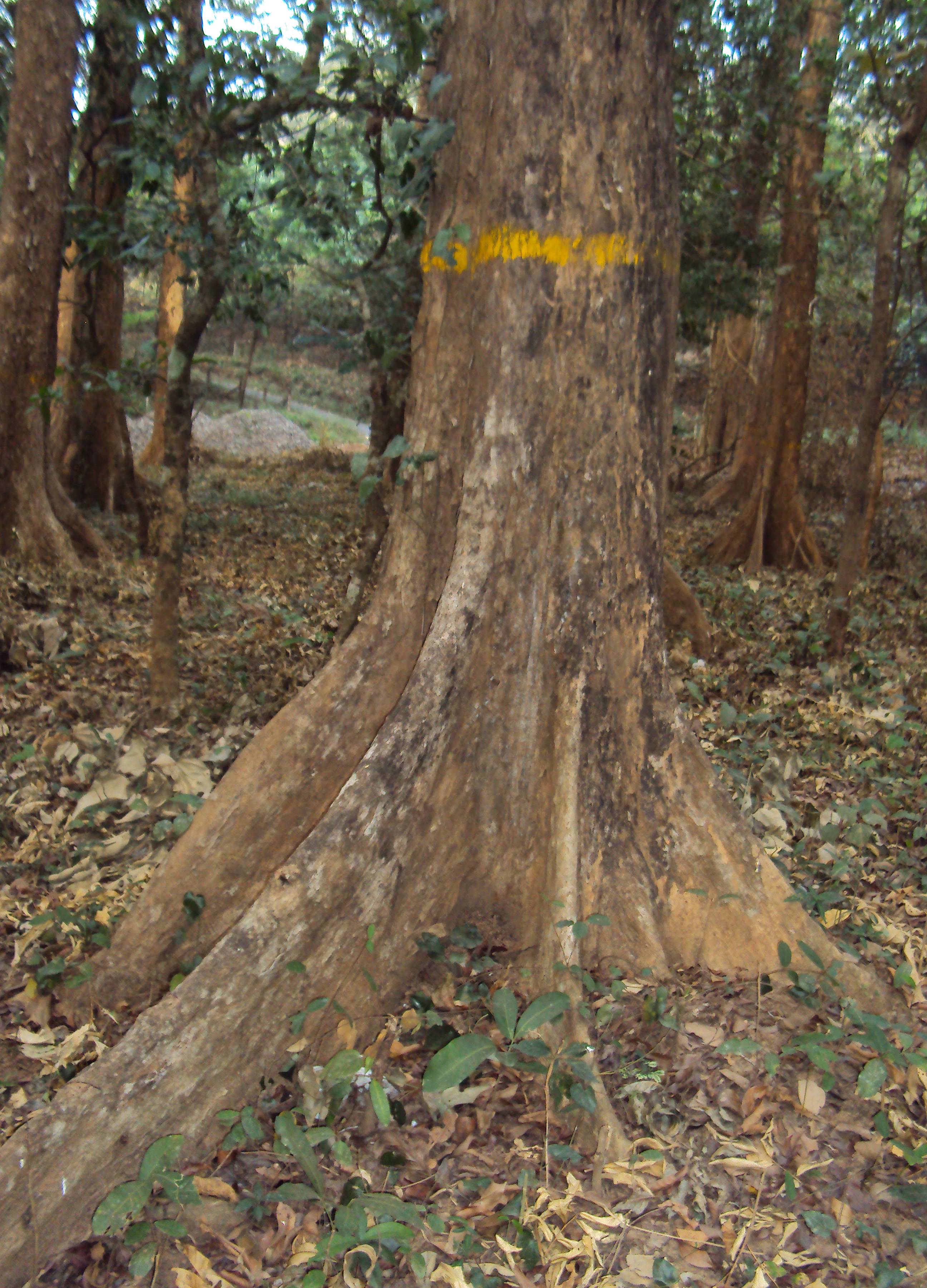